# 南部健造
南部 健造（なんぶ けんぞう、1992年8月22日 - ）は、東京都八王子市出身のサッカー選手。ポジションはFW、DF。

## 来歴
小学校1年生から西八王子SCでプレー。6年生で八王子市の選抜チームに選出され全国大会に出場すると、東京ヴェルディのユースから声がかかり同クラブのジュニアユースに入団。
ユース時代はサッカーに専念するためチームと連携のあったウィザス高等学校（現・第一学院高等学校）に転入。
ジュニアユース、ユース時代は小林祐希と同期。
その後中京大学に進学し4年次にはキャプテンを務める。
大学卒業後は当時J3のカターレ富山に加入。その後はJFLのブリオベッカ浦安で2年、FC大阪で1年プレー、この間はサッカースクールの指導などで生計を立てていた。
2019年、数クラブのトライアルを経てタイ・リーグ2のカセサートFCに加入。
2021年8月26日、ナコーンパトム・ユナイテッドFCに移籍。しかし怪我もあり同年12月13日に契約解除され、25日にラヨーンFCに移籍した。
2022年6月、インドネシア・リーガ1のPSMマカッサルに移籍した。

## 所属クラブ
ユース経歴
- 西八王子SC
- 2005年 - 2007年 東京ヴェルディジュニアユース
- 2008年 - 2010年 東京ヴェルディユース（ウィザス高等学校[10]）
- 2011年 - 2014年 中京大学

プロ経歴
- 2015年  カターレ富山
- 2016年 - 2017年  ブリオベッカ浦安[11]
- 2018年  FC大阪[12][13]
- 2019年  カセサートFC
- 2020年  MOFカスタムズ・ユナイテッドFC
- 2020年12月 - 2021年5月  ウタイターニーFC
- 2021年8月 - 12月  ナコーンパトム・ユナイテッドFC
- 2021年12月 - 2022年5月  ラヨーンFC
- 2022年6月 - 2024年6月  PSMマカッサル
- 2024年7月 - 同年12月  バリ・ユナイテッドFC
- 2025年 -  ボルネオFCサマリンダ

## 個人成績
| 国内大会個人成績 | 国内大会個人成績 | 国内大会個人成績 | 国内大会個人成績 | 国内大会個人成績 | 国内大会個人成績 | 国内大会個人成績 | 国内大会個人成績 | 国内大会個人成績 | 国内大会個人成績 | 国内大会個人成績 | 国内大会個人成績 |
| 年度             | クラブ           | 背番号           | リーグ           | リーグ戦         | リーグ戦         | リーグ杯         | リーグ杯         | オープン杯       | オープン杯       | 期間通算         | 期間通算         |
| 年度             | クラブ           | 背番号           | リーグ           | 出場             | 得点             | 出場             | 得点             | 出場             | 得点             | 出場             | 得点             |
| 日本             | 日本             | 日本             | 日本             | リーグ戦         | リーグ戦         | リーグ杯         | リーグ杯         | 天皇杯           | 天皇杯           | 期間通算         | 期間通算         |
| ---------------- | ---------------- | ---------------- | ---------------- | ---------------- | ---------------- | ---------------- | ---------------- | ---------------- | ---------------- | ---------------- | ---------------- |
| 2010             | 東京VY           | 11               | -                | -                | -                | -                | -                | 1                | 0                | 1                | 0                |
| 2015             | 富山             | 28               | J3               | 2                | 0                | -                | -                | -                | -                | 2                | 0                |
| 2016             | 浦安             | 24               | JFL              | 18               | 2                | -                | -                | -                | -                | 18               | 2                |
| 2017             | 浦安             | 24               | JFL              | 30               | 7                | -                | -                | 2                | 1                | 32               | 8                |
| 2018             | FC大阪           | 24               | JFL              | 26               | 5                | -                | -                | 1                | 0                | 27               | 5                |
| 通算             | 日本             | 日本             | J3               | 2                | 0                | -                | -                | -                | -                | 2                | 0                |
| 通算             | 日本             | 日本             | JFL              | 74               | 14               | -                | -                | 3                | 1                | 77               | 15               |
| 通算             | 日本             | 日本             | 他               | -                | -                | -                | -                | 1                | 0                | 1                | 0                |
| 総通算           | 総通算           | 総通算           | 総通算           | 76               | 14               | -                | -                | 4                | 1                | 79               | 14               |

- 公式戦初出場 - 2015年8月23日 富山県サッカー選手権大会（兼天皇杯富山県予選）決勝（富山）先発
- Jリーグ初出場 - 2015年9月27日 J3 第31節 対SC相模原戦（ギオンス）71分より

## 代表・選抜歴
- 2011年、2012年、2013年 デンソーカップチャレンジサッカー 東海・北信越選抜